# Кавголово (лыжный курорт)
Ка́вголово — неформальное название северной и северо-восточной части посёлка Токсово, где расположены многочисленные базы для занятий лыжным спортом, биатлоном, сноубордом, горнолыжным спортом, прыжками с трамплинов, а также имеется возможность самостоятельно покататься на лыжах на любительском уровне в живописной местности.
Наименование связано с наличием остановочного железнодорожного пункта Кавголово на линии Санкт-Петербург — Приозерск, пеший доступ от которого к данной территории несколько более удобен, чем от станции Токсово.
Из спортивных сооружений в Кавголово наиболее известны трамплины (в советское время там даже проводились международные соревнования по прыжкам на лыжах с трамплина и по двоеборью) и база отдыха «Северный склон» с подъёмниками. Намечается радикальная реконструкция трамплинов. Летом в Кавголово приезжают для пляжного отдыха на находящихся поблизости озёрах Кавголовском, Курголовском и других, но, в отличие от зимних видов спорта, для летних здесь нет специальной инфраструктуры.
Недалеко от Токсово (в 5—6 км к западу от железнодорожной линии), имеется деревня Кавголово, что иногда приводит к путанице, так как о существовании одноимённого населённого пункта многие лыжники и отдыхающие не знают.